# Erkki-Sven Tüür
Erkki-Sven Tüür (Kärdla, 16 oktober 1959) is een Estisch componist.
Tüür begon met muziek toen hij dwarsfluit en slagwerk ging studeren aan de Muziekschool van Tallinn (1976-1980). Daaropvolgend studeerde hij compositie bij Jaan Rääts aan de Staatsconservatorium van Tallinn (1980-1984), maar ook had hij privélessen van Lepo Sumera. In Darmstadt leerde hij zichzelf elektronische muziek. Tegelijkertijd zong hij in zijn eigen band In Spe, die plaatselijke bekendheid verkreeg. Van 1989 tot 1992 gaf hij zelf les aan de Muziekacademie.
Na een aantal jaren wijdde Tüür zich geheel aan componeren, waarbij de invloed van minimal music-componist Sumera nog steeds aanwezig is; ook zijn achtergrond als slagwerker blijft meespelen, zoals in zijn 4e symfonie voor percussie solo en orkest. Hij is ook een van de weinige componisten die een marimbaconcert heeft gecomponeerd.
Tüür kan inmiddels leven van de inkomsten als componist; opdrachten komen regelmatig binnen, zowel uit het buitenland (met name Finland), als uit Estland zelf; met Arvo Pärt is hij de motor achter de hedendaagse Estse klassieke muziek. Regelmatig verschijnen opnamen van zijn werken; ECM Records, gespecialiseerd in nieuwe klassieke muziek, bracht inmiddels zeven albums uit met zijn muziek (stand 2020).
In de 21e eeuw ontwikkelde hij een eigen systeem van componeren, "Vectorial processing" – componeren volgens een deels wiskundig model, zonder dat de emotie verloren gaat. Tüür wisselt veelvuldig van tonaal naar atonaal.

## Selectie composities
- Ardor
- Dedication
- Oxymoron
- Symfonie nr. 4
- The Path and the Traces